# 微软纸牌合集
微软纸牌合集（英語：Microsoft Solitaire Collection）是Microsoft Studios从Windows 8开始发布的一款扑克牌游戏合集，包括以前版本的Windows中内置的空当接龍，蜘蛛纸牌，紙牌，和全新的远古纸牌和金字塔纸牌两种新样式。目前可从Windows Store中下载。游戏可使用Xbox账号登录以联机游戏。

## 五种纸牌游戏变体
Microsoft Solitaire Collection包括以前版本的Windows中内置的空当接龍，蜘蛛纸牌，紙牌，和全新的远古纸牌和金字塔纸牌两种新样式，共计五种游戏变体。

### 新的远古纸牌和金字塔纸牌
- 远古纸牌包括不同的纸牌挑战，试试看在无法移动前你能支持多久。
- 在金字塔纸牌中组合两张相加为13的纸牌来消去他们。

## 操作
| 操作     | 使用鼠标                          | 使用触摸屏                          |
| -------- | --------------------------------- | ----------------------------------- |
| 移动纸牌 | 把纸牌拖动到需要的位置            | 点按住纸牌,然后把纸牌拖到需要的位置 |
| 打开菜单 | 单击鼠标右键                      | 从屏幕底部向上轻扫                  |
| 打开设置 | 鼠标指向屏幕右下角,然后单击“设置” | 从屏幕右侧向左轻扫,然后点击“设置”   |

## 与Xbox 结合
现在可以登录到Xbox 来获得成就、与好友线上比赛,提交您的分数,追踪个人游戏设置和统计信息。Microsoft Solitaire Collection 中的 “开始游戏”“暂停”功能还会将您的记录上传到您的服务器，方便您在其他Windows设备上立即还原游戏进度，不会丢失游戏进度和数据。